# Kienberg, Traunstein
Kienberg là một đô thị ở huyện Traunstein bang Bayern, Đức.